# Амстердам плюс
«Амстердам+» або «Амстердам плюс» — методика розрахунку граничної ціни на природний газ для населення та підприємств теплокомуненерго (ТКЕ) з прив'язкою до вартості газу на хабі TTF в Нідерландах та затрат на його транспортування в Україну.
Формула введена в дію рішенням Кабінету Міністрів з 1 січня 2020 року. Була скасована в частині визначення ціни на газ для населення з 1 серпня 2020 року, а для підприємств ТКЕ буде діяти до 1 травня 2021 року.

## Загальний принцип дії
Формула визначає рівень ціни, вище якого НАК «Нафтогаз України» не мав права продавати газ для потреб населення до 1 серпня 2020 року і не може продавати його для потреб ТКЕ до 1 травня 2021 року.
Цей граничний рівень визначався як середньоарифметичне значення цін (End of Day) природного газу на наступну добу поставки газу (Day-Ahead and Weekend) на нідерландському газовому хабі (TTF) за період 1-22 числа місяця постачання газу плюс різниця між ціною на хабі TTF та кордоні України і тариф на послуги транспортування природного газу для точки входу в Україну на міждержавному з'єднанні з Польщею/Словаччиною/Угорщиною.
Формула «Амстердам+», за оцінками НАК «Нафтогаз України», відповідала принципу імпортного паритету.

## Позиція МВФ
Зміна формули була підтримана Міжнародним валютним фондом. Принцип визначення ціни на газ для населення за формулою вартість газу на хабі TTF в Нідерландах плюс вартість доставки в Україну був прописаний в Меморандумі України з Міжнародним валютним фондом від 2 червня 2020 року, лист про наміри до якого підписали Президент Володимир Зеленський, прем'єр-міністр Денис Шмигаль, голова Національного банку Яків Смолій та міністр фінансів Сергій Марченко.

## Аналогічні формули до «Амстердам+» в Україні
З квітня 2017 по грудень 2019 року ціна на газ для населення визначалася за формулою «Дюссельдорф+» —тобто вартість газу на хабі NCG в Німеччині плюс затрати на його доставку в Україну.
З травня 2016 року по червень 2019 року включно діяла формула імпортного паритету «Роттердам+» для визначення вартості вугілля, в якості палива для теплових електростанцій при розрахунку прогнозної оптової ціни (ОРЦ) електроенергії в Україні
Згідно до цієї формули, ціна на вугілля складалася з індикативної ціни вугілля на основі середніх індексів АРІ2 в портах Західної Європи — Амстердам–Роттердам–Антверпен (регіон ARA) за 12 місяців, що передують місяцю встановлення прогнозованої оптової ринкової ціни, і вартості транспортування вугілля на українські ТЕС.